# SMV

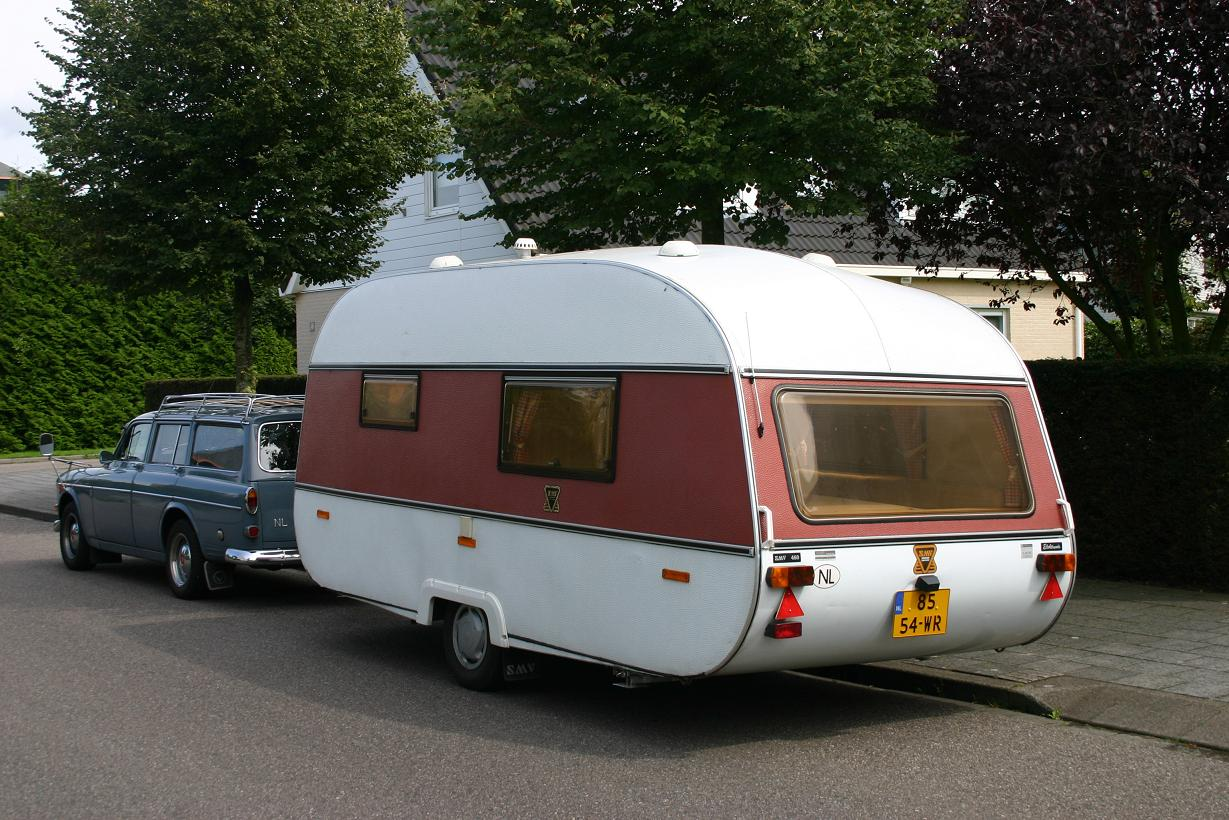
SMV caravan

SMV (afk.) staat voor Sörby Mekaniska Verkstadt, gevestigd in de stad Örebro in Zweden. Het bedrijf produceert caravans.

## Geschiedenis & modellen

### Jaren twintig
Al in 1922 richtten Gustav en Helmer Berglund, Berglunds Mekaniska Verkstadt op. In 1936 werd de naam veranderd in Sörby Mekaniska Verkstadt. Er werden toen nog geen caravans gemaakt maar men produceerde in deze tijd bijna alles; van hekwerken tot bakkerijmachines.
Helmer Berglund had ook plannen een seriefabricage van auto's op te starten en een paar prototypes werden geconstrueerd, maar de laagconjunctuur van destijds zette deze plannen stop.
Het was eigenlijk niet helemaal de bedoeling om caravans te gaan produceren. Het begon aan het eind van de jaren veertig met het gegeven dat Helmer en zijn vrouw het oneens waren hoe de vakantie ingevuld diende te worden. Uiteindelijk bleek een caravan het compromis tussen de droom van een vakantiehuisje van zijn vrouw en de kampeerwens van Helmer. De caravan werd in eigen beheer ontwikkeld en gebouwd en Helmer zag er toekomst in met als gevolg dat vanaf 1948 de eerste SMV-caravans in serie werden geproduceerd.

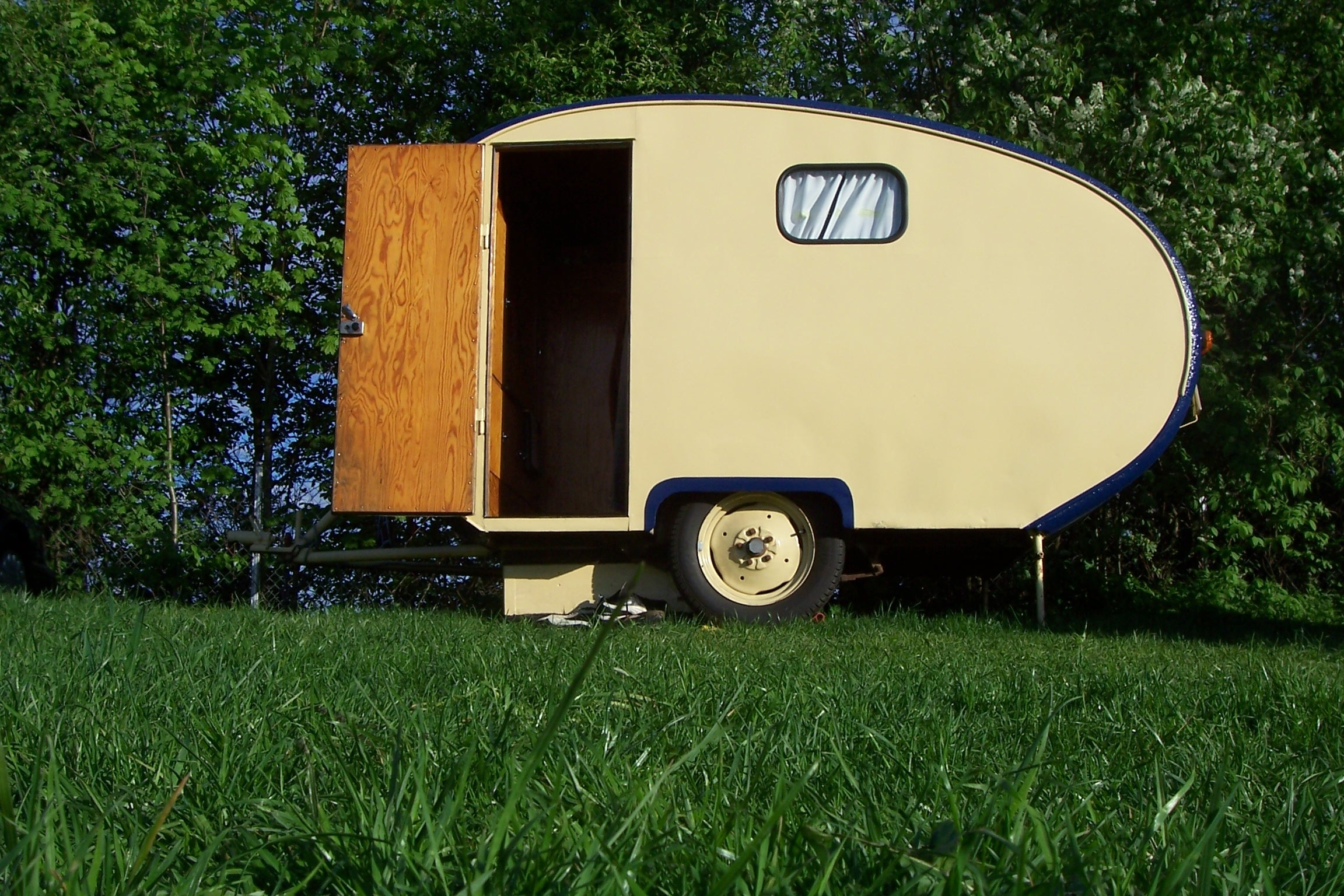
Gerestaureerd prototype Bouwjaar:1948

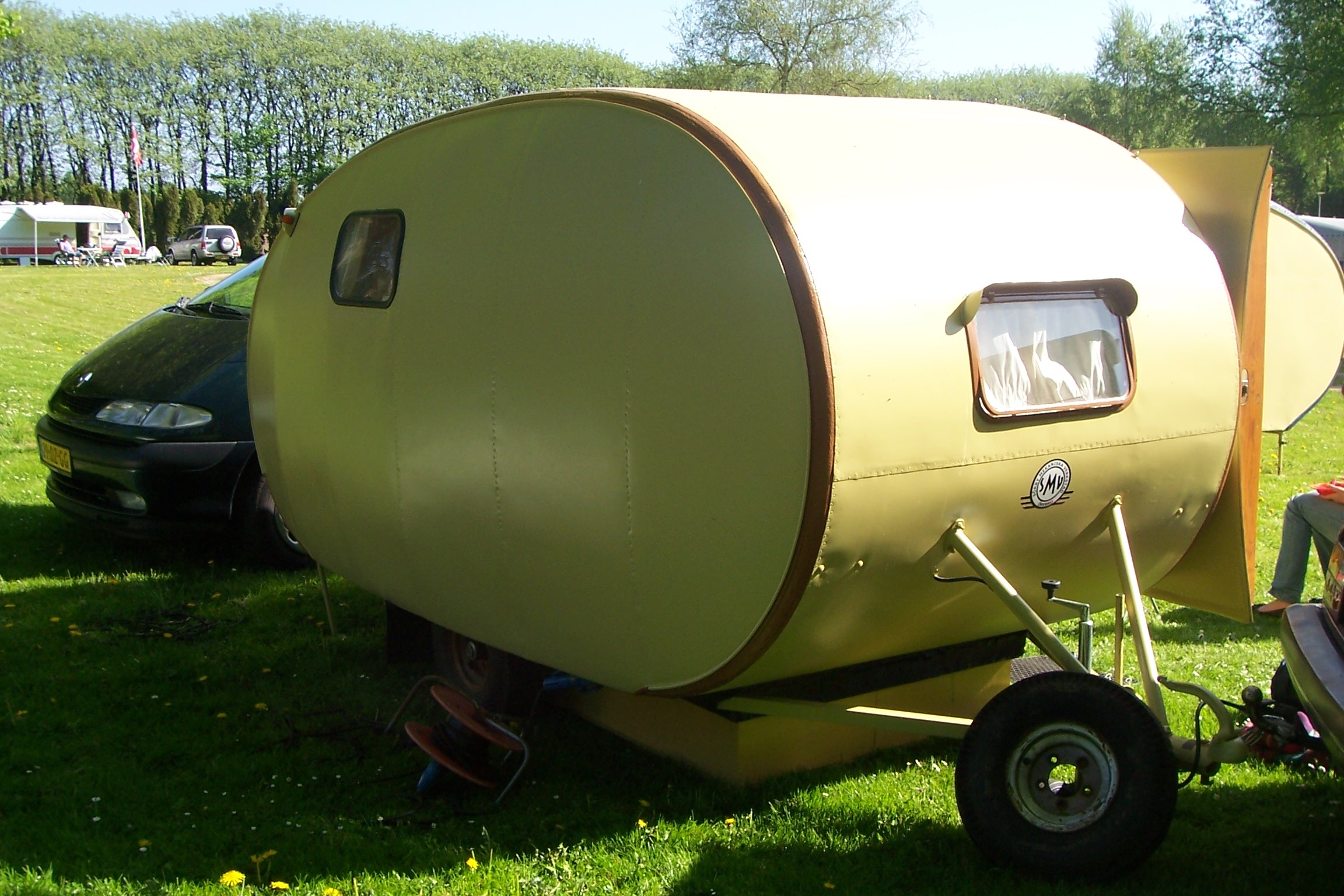
Gerestaureerd prototype Bouwjaar 1953

### Jaren vijftig
- In het begin van jaren vijftig was de productie in volle gang. De caravanmarkt groeide sterk in de eerste jaren.
- In 1955 kwam het SMV model 6, met zijn karakteristieke eivorm.
- In 1956 nam Mats Berlund de onderneming over en vormde die om naar een Naamloze Vennootschap, met de naam: Verkstads AB Essemve.

### Jaren zestig
De opvolger van de 6 was het, iets grotere, type 8. In 1960 kwam vervolgens de SMV 10, een voor die tijd, erg vooruitstrevend model. Er werden hoge eisen gesteld aan het rijgedrag en gewicht, wat resulteerde in een eivormig model van 'aan elkaar gespijkerde aluminiumdelen.
De wagen had een bijzonder remsysteem. Bij de meeste caravans van heden (2008) werkt dit mechanisch. Voor die tijd erg vooruitstrevend, te vooruitstrevend blijkbaar, want de elektrische rem bleek niet zo'n verkoopsucces te zijn als men gehoopt had, zodat in 1964 ook SMV 10 caravans met "normale" remmen geleverd zijn aan klanten die deze per se wilden hebben.
Dat het bedrijf erg flexibel in de productie was, mag blijken uit het feit dat in 1963 deegkneedmachines werden geproduceerd en geleverd, die men bouwde van achtergebleven reserveonderdelen uit de jaren twintig!!!
In 1964 werd de SMV 12 voorgesteld, die gebouwd werd in 2 uitvoeringen een L- en een LS-uitvoering, met de deur aan de andere kant dan bij de SMV 10 vanwege de voorgenomen omschakeling in Zweden van links naar rechts verkeer in 1967, omdat de deur in de 12 dan aan de verkeerde kant zou zitten.
- De SMV 14 werd geleverd in 3 uitvoeringen: L, LS en LSR.
- De L heeft een enkele petroleumkachel en enkel glas.
  - De LS, heeft een enkele petroleumkachel en dubbel glas.
  - De LSR, is voorzien van Alde type 2800-2900 vloeistofverwarming met radiatoren. Deze modellen werden gebouwd tot 1970.

### Jaren zeventig
In 1971 kwamen de nieuwe modellen 24 en 25, die in de daarop volgende jaren slechts detail verbeteringen ondergingen zoals; grotere remmen en grotere ramen. Deze modellen vormden SMV's hoofdproduct.
In 1973 namen 3 werknemers, (Hägerås/Johansson/Tormod) de fabriek over en kwam de volgende SMV, deze keer werd hij SMV 34 genoemd. Nieuw op alle SMV modellen was de nieuwe "Elektron" rem. Een lastafhankelijke elektrische rem vervaardigd door Fa. Linde. De wagens werden tevens voorzien van moderne radiaalbanden. De modellenreeks ging in de jaren zeventig verder met een andere typeaanduiding welke refereerden aan de lengte in cm.
- 1976 werden de SMV 420 en 520 voorgesteld.
- 1977 werd het type SMV 440 voorgesteld
- 1978 vierde men het Lustrum van 30 jaar caravanfabrikant.
- 1979 werd de SMV 590 Tandemasser (tweeassig) voorgesteld. De caravans kregen vierkante en grotere "Bofors"ramen, en de buitenbeplating, tussen de sierlijsten, werd in gebobbeld aluminiumplaat in plaats van het, tot dan gebruikte gladde plaat uitgevoerd.

### Jaren tachtig

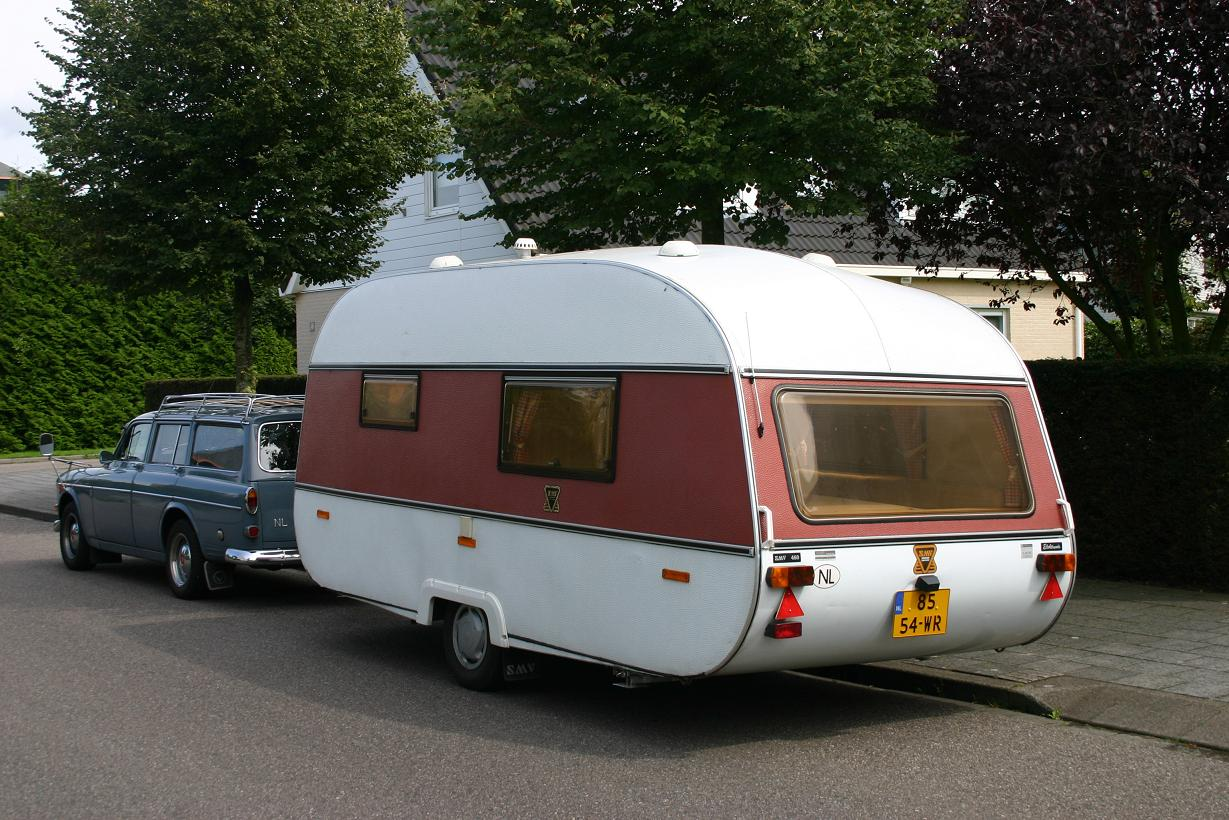
SMV 460

In 1980, werd de SMV 380 geïntroduceerd als "De kleine volwassene" met een uitrusting, op een klein compact oppervlak, die tot dan toe slechts was voorbehouden aan veel grotere caravans. Vervolgens kreeg de SMV 590 een licht aluminium chassis. In 1981 kwamen de SMV 460 en 525 in productie.
- 1982 bracht een nieuwe indeling voor de SMV 590
- In 1983 werd de SMV 550 GL, uitgevoerd met een tandemas
- In 1985 ging SMV in andere handen over, met Olle Björklund als directeur werd het bedrijf gemeenschappelijk eigendom van 14 SMV dealers. Tevens kwam er een nieuw modelprogramma met de Trofé en Campero. Alleen de 440 en 550 bleven over van de klassieke varianten.
- In 1986 was er weer een wisseling in de leiding van het bedrijf en nam Raimo Tunsved alle activiteiten over.

### Jaren negentig

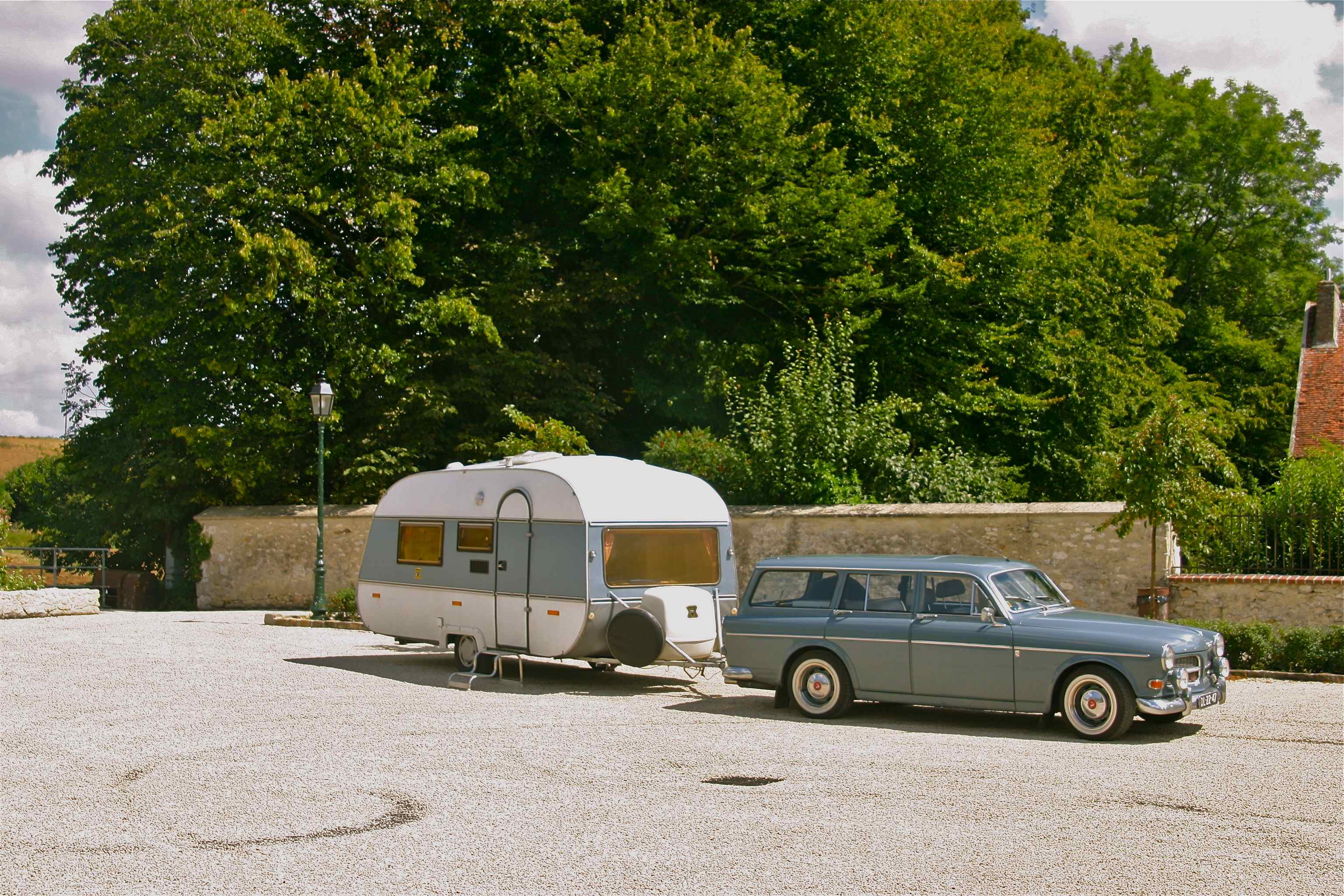
SMV 460 1981

SMV kromp in die jaren sterk in, in een kleine oplage werden alleen de traditionele modellen, 450, 500, en 550 met de hand gebouwd, veelal voor de export.

### 2000 tot heden
Vanaf 2006 werden er ook bijzondere modellen, zoals de saunawagen en een speciaal voor gehandicapten aangepaste, caravan gebouwd. In 2008 vierde SMV haar 60-jarig bestaan als caravanfabrikant met het bouwen van een jubileumuitvoering met een klassiek uiterlijk en voorzien van de laatste techniek.

## Resumé
SMV’s zijn door de jaren heen geëvolueerd maar hun eigenzinnige vorm, hoge kwaliteit alsmede de lichte doch sterke bouwwijze, zijn altijd gebleven. De prijzen van SMV staan op het niveau van de zeer exclusieve caravans. SMV is altijd een kleine fabriek gebleven met een maximum productie van 750 stuks in 1964. Nu produceert men nog maar enkele tientallen per jaar. In de laatste modellen is de oervorm nog steeds herkenbaar. De caravans zijn erg geliefd als restauratieobject en naar verluidt rijden er nog zo'n 450 in Nederland.

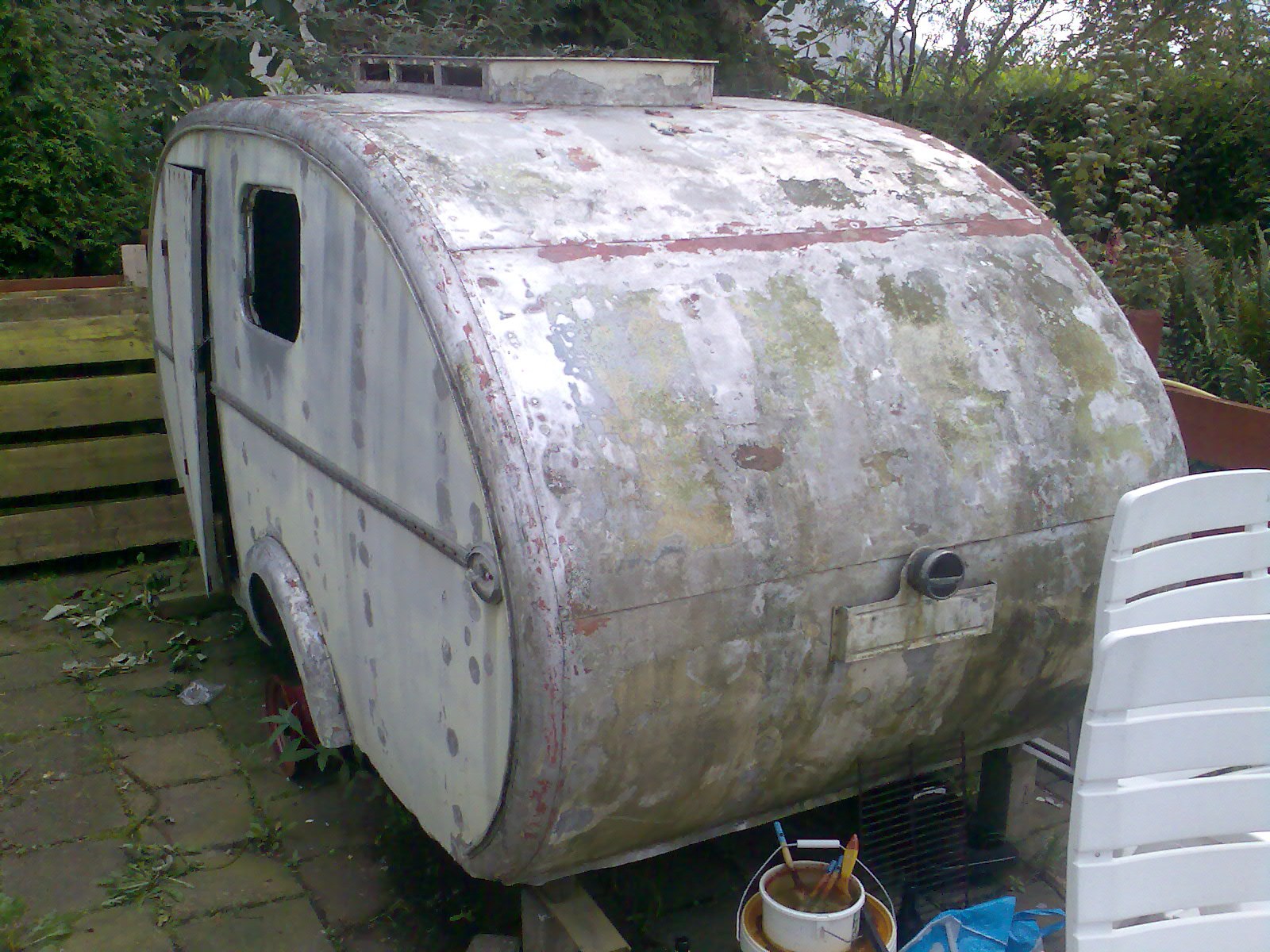
SMV Prototype, na zo'n 30 jaar teruggevonden in Zweden en naar Nederland gebracht ter restauratie.

Op de fabriek in Zweden is het hobby gevoel ook sterk aanwezig. Bij een fabrieksbezoek met een oldtimer SMV wordt altijd geholpen met oplossingen voor problemen die ontstaan na lang intensief gebruik.